# Lac Hackett (Mékinac)
Pour les articles homonymes, voir Hackett.
Le lac Hackett est situé dans le canton Hackett, dans le territoire non organisé du Lac-Masketsi, dans la MRC Mékinac, dans la région administrative de la Mauricie, au Québec, Canada.

## Toponymie
Les toponymes « Lac Hackett » et le « Canton Hackett » évoquent la mémoire de Michael Felix Hackett (1851-1926), secrétaire et registraire dans le cabinet d'Edmund James Flynn, premier ministre du Québec en 1896 et 1897. Au terme de ses études à l'Université McGill, Hackett fut admis au Barreau de la province de Québec en 1874. Par la suite, il sera maire de Stanstead Plain de 1890 à 1904, député conservateur à l'Assemblée législative de 1892 à 1900, puis juge à la Cour supérieure du district de Bedford à partir de 1915.
Le 5 décembre 1968, le toponyme « Lac Hackett » a été officiellement inscrit à la Banque des noms de lieux de la Commission de toponymie du Québec.

## Géographie
Le Lac Hackett (Mékinac) a une longueur de 4,8 km dans l'axe nord-sud (et une largeur maximale de 1,7 km), incluant le long détroit dans sa partie sud qui aboutit dans le « Lac du Canard (ceb) » dont une grande superficie est composée de marais. La tête des eaux de ce sous-bassin hydrographique est le Lac Calau (ceb) (1 km de long) lequel se déverse par le nord-est dans le Lac Suève (ceb) (710 m de long). La décharge coule sur 1,25 km vers le nord-est pour se déverser dans le Lac du Canard (ceb).
Un détroit de 2,8 km au nord-est (qui forme le Lac Logique (ceb)) relie le lac Hackett au Lac Garneau (ceb) (2,6 km de long et en forme de “U”). Au sud de ce dernier, le Lac Héloïse (ceb) (1,8 km de long) relie le lac Garneau par un court détroit. Le Lac Héloïse (ceb) chevauche les canton de Hackett et de Marmier.
Un barrage de type « béton-gravité », érigé sur le roc par Hydro-Québec en 1995 à l'embouchure du lac Hackett, crée le réservoir Hackett d’une superficie de 438,8 ha avec une capacité de retenue de 19 305 000 m3. D'une largeur de 20 m, ce barrage a une hauteur de 5,5 m et une hauteur de retenue de 4,4 m. Coordonnées du barrage : latitude : 47° 05′ N ; longitude : 72° 27′ W.
Situé dans la Zec Tawachiche, son embouchure se jette dans le « Ruisseau des îles », lequel parcourt 3,25 km vers le nord-ouest pour aller se jeter dans la Rivière aux Eaux-Mortes). Cette dernière se jette dans la Rivière du Milieu laquelle descend vers le sud pour se déverser dans le nord du lac Mékinac.
En partant d’Hervey-Jonction, les visiteurs peuvent parcourir 30 km pour atteindre la partie sud du Lac Hackett. Il suffit d'emprunter le chemin Tawachiche menant à la Zec Tawachiche (vers le nord-est), en passant par le secteur Audy ; puis emprunter le chemin Tawachiche-Est en passant près du lac Terrien.